# Emil Torosiewicz

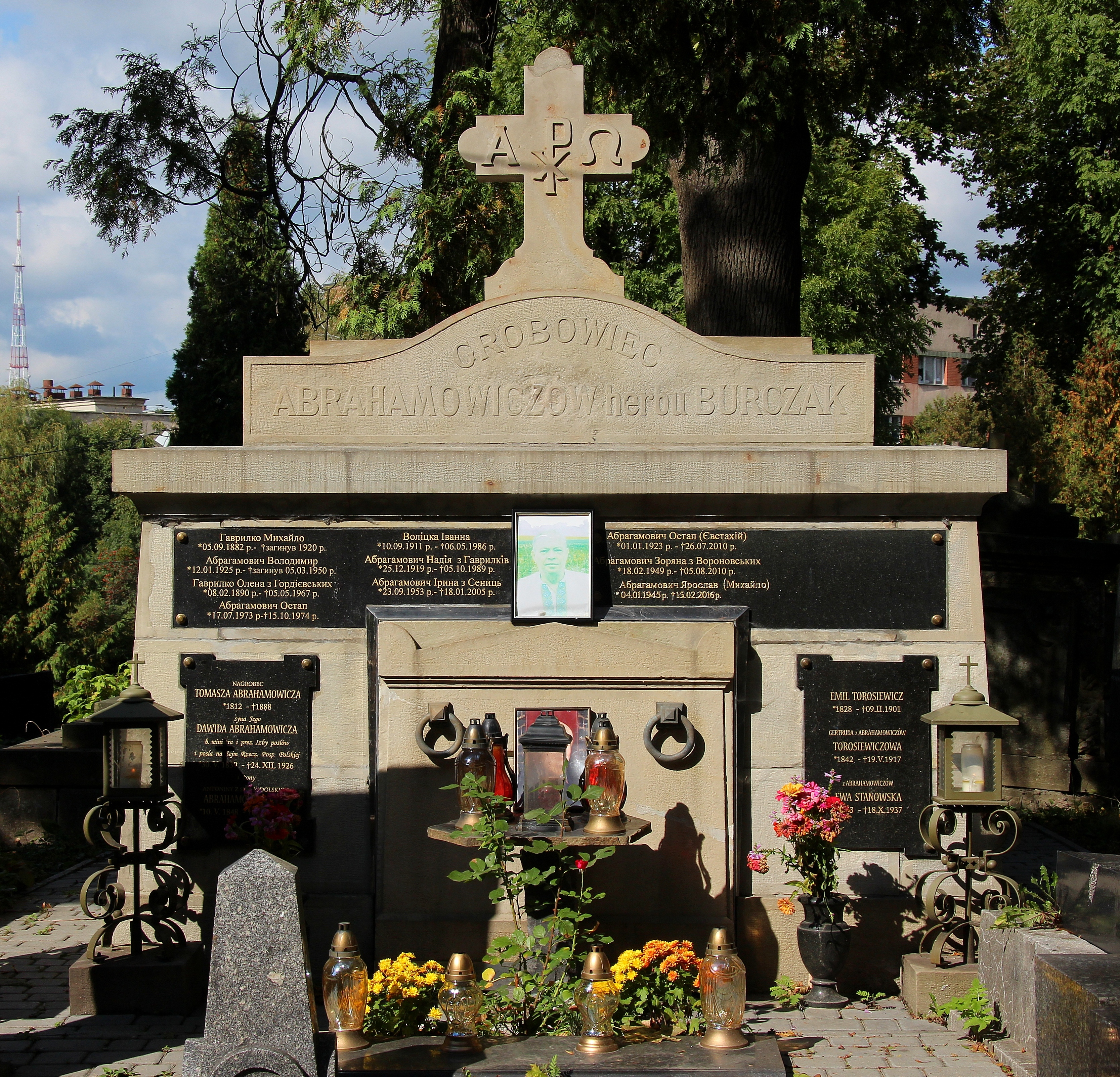

Emil Torosiewicz, herbu własnego (ur. 24 listopada 1828 we Lwowie, zm. 9 lutego 1901 tamże) – ziemianin, poseł do austriackiej Rady Państwa i galicyjskiego Sejmu Krajowego.
Pochodził z rodziny ormiańskiej, syn sędziego apelacyjnego Jakuba Tomasza (1784–1855) i Łucji z Krzeczunowiczów (1803–1882). Żonaty z Gertrudą z Abrahamowiczów (1842–1917), działaczką Stowarzyszenia dam patriotycznej pomocy Czerwonego Krzyża w Galicji, dzieci nie mieli, szwagier Dawida Abrahamowicza.
Ziemianin, właściciel dóbr Zastawce (pow. Podhajce) i Brodki (pow. lwowski) oraz Wolica (pow. brzeżański). Wraz ze swym bratem Aleksandrem był także współwłaścicielem Wierzbowa (pow. Podhajce). Był również właścicielem domu we Lwowie. Od lutego 1854 r. członek Galicyjskiego Towarzystwa Gospodarskiego, działacz oddziału brzeżańsko-podhajeckiego (1854–1888). Członek zarządu oddziału powiatowego w Podhajcach Galicyjskiego Towarzystwa Kredytowego Ziemskiego (1869–1880). Członek Rady Nadzorczej Galicyjskiego Banku Hipotecznego we Lwowie (1886–1901). Członek Rady Nadzorczej ormiańskiego banku „Mons Pius” (1899–1901). Był także rzeczoznawcą w zakresie większych dóbr rolnych i leśnych Sądu Krajowego we Lwowie (1899–1901).
Był uważany za autora broszury „Głos do ziomków obrządku ormiańskiego”, opublikowanej w 1861 r. anonimowo. Wywołała ona wiele komentarzy, gdyż po raz pierwszy za likwidacją obrządku opowiedział się publicznie rodowity Ormianin. Przeciwko niej wystąpiło wiele osób, głównie księży, wśród których najlepszą repliką popisał się ks. Izaak Mikołaj Isakowicz, późniejszy arcybiskup. Broszura ks. Isakowicza spotkała się z pozytywnym przyjęciem ze strony większości Ormian. Jednak Emil Torosiewicz nie dał za wygraną. Jeszcze w tym samym roku wydrukował kolejną rozprawę zatytułowaną „Odpowiedź ks. Isakowiczowi”, w której napisał: „Ksiądz Isakowicz za daleko posunął się w obronie obrządku, chcąc obałamucić współziomków i opinię publiczną, a przytłumić prawdę, nie dającą się już w XIX wieku zakryć płaszczem fanatycznej i ponurej średniowieczyzny”..
Uczestnik powstania styczniowego. Otrzymał nominację od Rządu Narodowego na komisarza wojskowego. W maju 1863 zebrał 40 osób i udał się do Radziwiłłowa, gdzie połączył się z szerszą grupą. Po nieudanym ataku wrócił do dóbr, lecz dalej zajmował się sprawami powstańczymi. Aresztowany w lutym 1864, odstawiony do Lwowa, potem Sambora. Uwolniony po 3 miesiącach.
Z przekonań konserwatysta, politycznie związany najpierw ze stańczykami, a następnie z podolakami. Członek Rady Powiatowej (1867–1888) oraz członek (1872–1873) i prezes (1869–1871) Wydziału Powiatowego w Podhajcach. Był także członkiem Rady Powiatowej we Lwowie (1892–1901) oraz Rady Powiatowej w Cieszanowie (1894). Poseł do Sejmu Krajowego Galicji III, IV, V, VI i VII kadencji (1870–1901), wybierany w I kurii (wielkiej własności ziemskiej), z okręgu wyborczego Brzeżany-Przemyślany-Podhajce. Nie zgadzał się na zwiększanie nakładów na rozwój szkolnictwa galicyjskiego, w tym szczególnie na podnoszenie uposażeń nauczycieli. 22 marca 1899 r. w wystąpieniu sejmowym stwierdził: „mimo całego uszanowania, jakie mam dla Rady szkolnej, muszę jej powiedzieć, że zanadto zapatruje się na system naukowy, który istnieje w innych krajach... Nie jest naszem zadaniem tworzyć malkontentów, którzy stają się ciężarem dla kraju, dla społeczeństwa naszego. I na to wydawać miliony?! Z tych więc powodów nie należy przeuczać nasze dzieci w szkołach, przede wszystkiem należy je wychowywać religijnie, a do zwykłej nauki nie potrzeba uczonych pedagogów na nauczycieli, którzy wielkie wymagania robią i stawiają żądania większej zapłaty“. Zdecydowany przeciwnik odrębności narodowej Ukraińców. Dał temu wyraz m.in. w 1898 r., gdy sprzeciwił się powołaniu w Tarnopolu nowego ukraińskiego gimnazjum. Uważał on, że skoro miejscowa rada powiatowa nie wyraziła zgody na powołanie nowej placówki, to Sejm Krajowy nie powinien tego robić, gdyż rada, jak i mieszkańcy chcą, aby uczniowie pobierali naukę w tamtejszym gimnazjum utrakwistycznym. Tworzenie zaś osobnych ruskich gimnazjów to nic innego jak przykład szkodliwego separatyzmu. Torosiewicz domagał się też zaprzestania dawania Rusinom nowych koncesji, które, jego zdaniem, prowadziły tylko do wzmocnienia wśród nich radykalnych i antypolsko nastawionych żywiołów. Poseł do austriackiej Rady Państwa III kadencji (15 września 1870 – 8 października 1871) z I kurii (wielkiej własności ziemskiej), IV kadencji (27 grudnia 1871 – 21 kwietnia 1873 – utracił mandat z powodu niestawienia się na obrady) oraz V kadencji (10 listopada 1873 – 17 lutego 1876) wybrany w galicyjskim okręgu nr 15 (Rohatyn-Bóbrka) w kurii I (wielkiej własności) z mandatu zrezygnował. W parlamencie austriackim należał do grupy konserwatystów w ramach Koła Polskiego.
W latach 1861–1896 członek wspierający Towarzystwa „Bratniej Pomocy” Słuchaczy Politechniki we Lwowie. Prezes oddziału lwowskiego Galicyjskiego Towarzystwa Ochrony Zwierząt (1886–1887).  Przez pewien czas kurator Zakładu im. Józefa Torosiewicza. W 1875 r. ufundował stypendium szkolne dla ubogich dzieci, dla krewnych fundatora, względnie dla uczniów Polaków, bez różnicy obrządków – stypendium przyznawano uczniom szkół średnich aż do ukończenia studiów oraz na 2 lata na studia zagraniczne (Akt fundacji z 23 sierpnia 1875, zatwierdzony przez Namiestnictwo 4 lipca 1878) zaś w 1890 wraz z tamtejszym Wydziałem Powiatowym Szpital Powszechny w Podhajcach, który nazwano jego imieniem.
Pochowany na cmentarzu Łyczakowskim we Lwowie, spoczywa w grobowcu rodzinnym rodziny Abrahamowiczów.